# Eccidio di Cervarolo
L'eccidio di Cervarolo è stata una strage nazifascista compiuta il 20 marzo 1944 e nella quale furono uccisi 24 civili. Il fatto fu il primo episodio di violenza contro la popolazione civile nella provincia di Reggio Emilia nella seconda guerra mondiale da parte dei tedeschi e dei loro alleati repubblichini.

## Antefatti
Nei primi mesi del 1944 erano nate nell'Appennino reggiano le prime formazioni della Resistenza locale. Al fine di annientare la Resistenza nell'Appenino reggiano i nazifascisti rafforzarono la loro presenza con l'invio nel territorio di Villa Minozzo di paramilitari della NSKK (sia tedeschi che francesi), oltre che di una trentina di elementi della Guardia Nazionale Repubblicana di Reggio nell'Emilia.
Il 15 marzo però il presidio fascista presso il ponte di Gatta di Castelnovo ne'Monti venne attaccato e neutralizzato dai partigiani che successivamente fecero saltare un'arcata dello stesso ponte. Il giorno seguente poi una compagnia mista nazifascista guidata dal tenente Riemann, venne attaccata presso Cerrè Sologno. Nello scontro i tedeschi ed i fascisti ebbero la peggio, perdendo tra morti e prigionieri circa una trentina di uomini. Nonostante la vittoria sul campo, i partigiani, furono però costretti a loro volta a ripiegare a causa delle perdite subite. In questa fase della guerra di Liberazione la Resistenza reggiana era ancora in una fase embrionale, i suoi aderenti erano un numero esiguo, in aggiunta male armati e privi di basi logistiche. I partigiani dovettero quindi ripiegare il giorno seguente verso la frazione di Monteorsaro, posta alle pendici del monte Cusna, e successivamente verso Cervarolo. Il 18 marzo i partigiani lasciarono quest'ultima località alla volta dell'Appennino modenese dove si scioglieranno e si divideranno in attesa di una ripresa della guerriglia.
Per annientare le formazioni attive nell'Appennino reggiano il colonnello Muhe della Militarkommandantur 1008 di Parma richiese ulteriori rinforzi. Vennero così inviati da Casalecchio di Reno gli uomini della 3ª compagnia di ricognizione della Fallschirm-Panzer-Division 1 "Hermann Göring" guidati dal capitano Walter Hartwig che giunsero a Villa Minozzo nel tardo pomeriggio dello stesso 18 marzo. In quel medesimo giorno, alcune frazioni del vicino comune di Montefiorino, in provincia di Modena, furono teatro di una brutale offensiva anti-partigiana operato da diversi reparti della "Hermann Göring". Complessivamente infatti verranno uccise 136 persone, in grande maggioranza civili. 
Il giorno seguente i tedeschi realizzarono alcune ricognizioni della zona, operarono alcuni rastrellamenti in val d'Asta e verso sera si accamparono nel borgo di Gazzano. In quelle stesse ore il comando della 3ª compagnia di ricognizione fu assegnato al capitano Richard Heimann, un ufficiale che il giorno prima con il suo reparto aveva preso parte ai massacri di Monchio, Costrignano e Susano.
A Gazzano i tedeschi, che qui erano stati raggiunti da due compagnie della GNR di Reggio nell'Emilia, decisero si attaccare alcuni villaggi dove si sospettava i partigiani avessero trovato appoggio tra la popolazione civile. Sebbene gli stessi rapporti tedeschi avessero segnalato la ritirata verso il modenese delle formazioni partigiane, i nazisti, indirizzati da alcune spie al servizio dei fascisti, decisero ugualmente di colpire Civago e Cervarolo.

## La strage
Il mattino del 20 marzo gli uomini della 3ª compagnia di ricognizione della "Hermann Göring" ed i militi della GNR di Reggio Emilia lasciarono Gazzano per sferrare il loro attacco verso i due villaggi. La colonna ad un certo punto si biforcò in due gruppi, uno puntò su Civago ed un secondo su Cervarolo.
A Cervarolo i nazifascisti, grazie a precise informazioni, uccisero subito il padre ed il fratello di un comandante partigiano (Ennio e Lino Costi). Per prevenire eventuali fughe l'abitato venne completamente circondato dai militi della GNR. Successivamente gli assalitori scoprirono il giaciglio utilizzato dai partigiani nei giorni precedenti e arrestarono 22 uomini del paese. La maggior parte erano anziani, ma figuravano anche un disabile ed un mutilato di guerra. Mentre gli uomini vennero radunati nei pressi dell'aia, il resto della popolazione le donne ed i bambini terrorizzati, vennero raggruppati nella parte inferiore dell'abitato e sorvegliate dai militi della GNR.
Venne poi fermato presso la chiesa il parroco Battista Pigozzi a cui fu intimato di firmare una lista di nomi di abitanti del paese indicati come partigiani. Al rifiuto del sacerdote, i tedeschi lo fecero spogliare nudo in mezzo alla neve al fine di umiliarlo al cospetto dei suoi parrocchiani. Le sorelle del curato vennero a loro volta fatte oggetto di violenza e rinchiuse in una cantina; dopo aver ucciso il padre, rastrellarono l'intera frazione, radunarono tutti gli uomini sull'aia sotto il tiro delle mitragliatrici ed iniziarono a saccheggiare le case e a razziare il bestiame. 
Mentre Cervarolo veniva tenuta sotto scacco, una seconda colonna nazifascista, guidata dal capitano Heimann, si diresse verso Civago. Lungo la mulattiera i tedeschi sorpresero due pastori e li ferirono con il lancio di bombe a mano. Uno si finse morto mentre il secondo, il 17enne Adriano Gigli, venne preso e buttato nel burrone sottostante la mulattiera. Una volta raggiunto Civago, i nazifascisti s'intrattennero in alcune locande, successivamente uccisero un uomo, un militare della Repubblica di Salò, e la zia di quest'ultimo. Dopodiché iniziarono a saccheggiare e a bruciare una cinquantina di case del paese. Verso il tramonto, la colonna fece poi ritorno a Cervarolo.
Alla vista degli uomini radunati sull'aia il capitano Heimann pretese la cattura di ulteriori prigionieri. Vennero così prelevati altri tre uomini, tra cui don Pigozzi. Il gruppo dei fermati venne poi sospinto sull'aia, i cui ingressi erano presidiati dalle mitragliatrici tedesche. Resisi conto dell'imminente destino gli uomini cercarono del conforto dal parroco il quale iniziò a recitare il rosario. Dopodiché i nazifascisti aprirono il fuoco sul gruppo dei prigionieri. 
I tedeschi, dopo essersi accertati che i prigionieri fossero morti, cercarono di bruciare i corpi cospargendoli di benzina. Le basse temperature spensero sul nascere le fiamme. Mentre i nazisti appiccavano il fuoco alle case del borgo, i militi fascisti della GNR, gli ultimi rimasti nel villaggio, si accanirono sui morti con gesti di dileggio e frasi di scherno.
Tre dei fucilati, Carlo Costi, Natale Rovali e Olindo Alberghi riuscirono tuttavia a sopravvivere all'esecuzione, coperti dai corpi dei compaesani e fingendosi morti.
La restante parte della popolazione, quasi composta prevalentemente da donne e bambini, venne condotta a Gazzano insieme al bestiame razziato.

## Vittime
- Egisto Alberghi, classe 1926
- Marco Alberghi, classe 1918;
- Alfredo Alberghi, classe 1881;
- Emilio Alberghi classe 1876;
- Giacomo Alberghi classe 1875;
- Mauro Alberghi classe 1875;
- Cesare Borea, classe 1862;
- Adolfo Croci, classe 1901;
- Ennio Costi, classe 1899;
- Lino Costi, classe 1924;
- Remigio Fontana, classe 1868;
- Armido Ferrari, classe 1907;
- Paolo Fontana, classe 1875;
- Amerigo Genesi, classe 1883;
- Sebastiano Maestri, classe 1876;

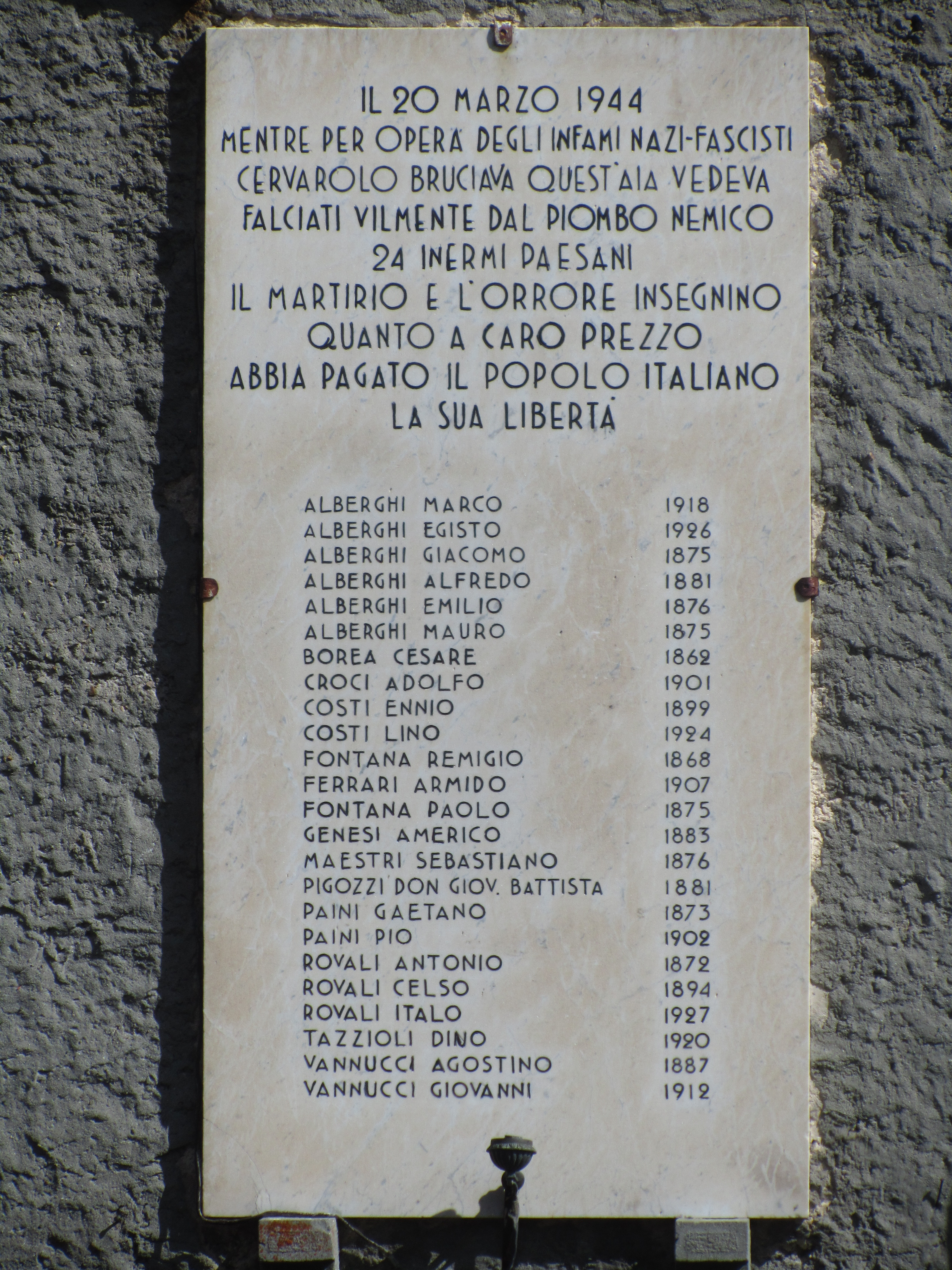
Lapide alle vittime dell'eccidio posta sulla casa antistante l'aia di Cervarolo.

- don Battista Pigozzi, classe 1881;
- Gaetano Paini, classe 1873;
- Pio Paini, classe 1902;
- Antonio Rovali, classe 1872;
- Italo Rovali, classe 1927;
- Celso Rovali, classe 1894;
- Dino Tazzioli, classe 1920;
- Agostino Vannucci, classe 1887;
- Giovanni Vannucci, classe 1912.

## Monumenti
Nel 1945 venne scoperta sul muro dell'aia una lapide con i nomi delle vittime. Dieci anni dopo, l'area del massacro fu risistemata su progetto dell'architetto Osvaldo Piacentini e fu inaugurata una seconda targa in ricordo degli avvenimenti. 
Nel 1964 venne inaugurato nel cimitero di Cervarolo un sacrario dove riposano le salme delle Vittime della strage. Nel 1987 una lapide bilingue venne scoperta sull'aia di Cervarolo.

## Risvolti processuali
Sino all'apertura dell'armadio della vergogna nel 1994 gli autori della strage di Cervarolo erano rimasti ignoti. Nel 2011 il Tribunale Militare di Verona ha condannato alla pena dell'ergastolo Fritz Olberg e Wilhelm Stark.

## Filmografia
- Il violino di Cervarolo (2012), film-documentario di Nico Guidetti e Matthias Durchfeld